# آمار

توزیع نرمال

آمار (به انگلیسی: Statistics) شاخه‌ای از ریاضیات است که به گردآوری، تحلیل، و ارائه داده‌ها می‌پردازد. آمار را باید علم استخراج و توسعهٔ دانشهای تجربی و انسانی با استفاده از روش‌های گردآوری و تحلیل داده‌های تجربی (حاصل از اندازه‌گیری و آزمایش) دانست. روش‌های محاسباتی جدیدتر توسط رایانه همچون یادگیری ماشینی، نرم‌افزارهای آماری و کاوش‌های ماشینی در داده‌ها، در واقع، امتداد و گسترش دانش آمار به عهد محاسبات نو و دوران اعمال شیوه‌های ماشینی بوده و امروزه علم آمار را به علم بیان علوم دیگر مبدل ساخته‌است.
در صورتی که شاخه‌ای علمی مد نظر نباشد، معنای آن، داده‌هایی به‌شکل ارقام و اعداد واقعی یا تقریبی است که با استفاده از علم آمار می‌توان با آن‌ها رفتار کرد و عملیات ذکر شده در بالا را بر آن‌ها انجام داد. بیشتر مردم با کلمه آمار به مفهومی که برای ثبت و نمایش اطلاعات عددی به کار می‌رود آشنا هستند؛ ولی این مفهوم منطبق با موضوع اصلی مورد بحث آمار نیست. آمار عمدتاً با وضعیت‌هایی سر و کار دارد که در آن‌ها وقوع یک پیشامد به‌طور حتمی قابل پیش‌بینی نیست. اسنتاج‌های آماری غالباً غیر حتمی اند، زیرا مبتنی بر اطلاعات ناکاملی هستند. در طول چندین دهه آمار فقط با بیان اطلاعات و مقادیر عددی دربارهٔ اقتصاد و جمعیت‌شناسی در یک کشور سر و کار داشت. حتی امروز بسیاری از نشریات و گزارش‌های دولتی که توده‌ای از آمار و ارقام را دربردارند معنی اولیه کلمه آمار را در ذهن زنده می‌کنند. اکثر افراد معمولی هنوز این تصویر غلط را دربارهٔ آمار دارند که آن را منحصر به ستون‌های عددی سرگیجه‌آور و اشکال مبهوت‌کننده می‌دانند؛ بنابراین، یادآوری این نکته ضروری است که نظریه و روش‌های جدید آماری از حد ساختن جدول‌های اعداد و نمودارها بسیار فراتر رفته‌اند. آمار به عنوان یک موضوع علمی، امروزه شامل مفاهیم و روش‌هایی است که در تمام پژوهشهایی که مستلزم جمع‌آوری داده‌ها به وسیله یک فرایند آزمایش و مشاهده و انجام استنباط و نتیجه‌گیری به وسیله تجزیه و تحلیل این داده‌ها هستند اهمیت بسیار دارند.

## علم آمار
علم آمار، مبتنی است بر دو شاخه آمار توصیفی و آمار استنباطی. در آمار توصیفی با داشتن تمام اعضا جامعه به بررسی خصوصیت‌های آماری آن پرداخته می‌شود در حالی که در آمار استنباطی با به‌دست آوردن نمونه‌ای از جامعه که خصوصیات اصلی جامعه را بیان می‌کند در مورد جامعه استباط آماری انجام می‌شود.
در نظریهٔ آمار، اتفاقات تصادفی و عدم قطعیت توسط نظریهٔ احتمالات مدل‌سازی می‌شوند. در این علم، مطالعه و قضاوت معقول در بارهٔ موضوع‌های گوناگون، بر مبنای یک نمونه انجام می‌شود و قضاوت در مورد یک فرد خاص، اصلاً مطرح نیست.
از جملهٔ مهم‌ترین اهداف آمار، می‌توان تولید «بهترین» اطّلاعات از داده‌های موجود و سپس استخراج دانش از آن اطّلاعات را ذکر کرد. به همین سبب است که برخی از منابع، آمار را شاخه‌ای از نظریه تصمیم‌ها به‌شمار می‌آورند.
از طرف دیگر می‌توان آن را به دو بخش آمار کلاسیک و آمار بیز (Bayesian) تقسیم‌بندی کرد. در آمار کلاسیک، ابتدا آزمایش و نتیجه را داریم و بعد بر اساس آن‌ها فرض‌ها را آزمون می‌کنیم. به عبارت دیگر ابتدا آزمایش انجام می‌شود و بعد فرض آزمون می‌گردد.
در آمار بیزی ابتدا فرض در نظر گرفته می‌شود و داده‌ها با آن مطابقت داده می‌شوند به عبارت دیگر در آمار بیزی یک پیش داریم-توزیع پیشین- و بعد از مطالعه داده‌ها و برای رسیدن به آن توزیع پیشین، توزیع پسین را در نظر می‌گیریم.
علم آمار یکی از علوم مرتبط با علم داده‌ها است.

## روش‌های آماری
مطالعات تجربی و مشاهداتی هدف کلی برای یک پروژه تحقیقی آماری، بررسی حوادث اتفاقی بوده و به ویژه نتیجه‌گیری روی تأثیر تغییرات در ارزش شاخص‌ها یا متغیرهای غیروابسته روی یک پاسخ یا متغیر وابسته است. دو شیوه اصلی از مطالعات آماری تصادفی وجود دارد: مطالعات تجربی و مطالعات مشاهداتی. در هر دو نوع از این مطالعات، اثر تغییرات در یک متغیر (یا متغیرهای) غیر وابسته روی رفتار متغیرهای وابسته مشاهده می‌شود. اختلاف بین این دو شیوه در چگونگی مطالعه‌ای است که عملاً هدایت می‌شود.
یک مطالعه تجربی در بردارنده روش‌های اندازه‌گیری سیستم تحت مطالعه‌است که سیستم را تغییر می‌دهد و سپس با استفاده از روش مشابه اندازه‌گیری‌های اضافی انجام می‌دهد تا مشخص سازد که آیا تغییرات انجام شده، مقادیر شاخص‌ها را تغییر می‌دهد یا خیر. در مقابل یک مطالعه نظری، مداخلات تجربی را در بر نمی‌گیرد. در عوض داده‌ها جمع‌آوری می‌شوند و روابط بین پیش‌بینی‌ها و جواب بررسی می‌شوند.
یک نمونه از مطالعه تجربی، مطالعات Hawthorne مشهور است که تلاش کرد تا تغییرات در محیط کار را در کمپانی الکتریک غربی Howthorne بیازماید. محققان علاقه‌مند بودند که آیا افزایش نور می‌تواند کارایی را در کارگران خط تولید افزایش دهد. محققان ابتدا کارایی را در کارخانه اندازه‌گیری کردند و سپس میزان نور را در یک قسمت از کارخانه تغییر دادند تا مشاهده کنند که آیا تغییر در نور می‌تواند کارایی را تغییر دهد. به واسطه خطا در اقدامات تجربی، به ویژه فقدان یک گروه کنترل محققاتی در حالی که قادر نبودند آنچه را که طراحی کرده بودند، انجام دهند قادر شدند تا محیط را با شیوه Hawthorne آماده سازند.
یک نمونه از مطالعه مشاهداتی، مطالعه ایست که رابطه بین سیگار کشیدن و سرطان ریه را بررسی می‌کند. این نوع از مطالعه به‌طور اختصاصی از شیوه‌ای استفاده می‌کند تا مشاهدات مورد علاقه را جمع‌آوری کند و سپس تجزیه و تحلیل آماری انجام دهد. در این مورد، محققان مشاهدات افراد سیگاری و غیر سیگاری را جمع‌آوری می‌کنند و سپس به تعداد موارد سرطان ریه در هر دو گروه توجه می‌کنند.

## احتمالات
مقالهٔ اصلی: احتمالات

در زبان محاوره، احتمال یکی از چندین واژه‌ای است که برای دانسته یا پیشامدهای غیر مطمئن به کار می‌رود و کم و بیش با واژه‌هایی مانند ریسک، خطرناک، نامطمئن، مشکوک و بسته به متن قابل معاوضه‌است. شانس، بخت، امتیاز و شرط‌بندی از لغات دیگری است که نشان دهنده برداشت‌های مشابهی است. همانگونه که نظریه مکانیک به تعاریف دقیق ریاضی از عبارات متداولی مثل کار و نیرو می‌پردازد، نظریه احتمالات نیز تلاش دارد تا مفاهیم و برداشت‌های مربوط به احتمالات را کمّی‌سازی کند.

## نرم‌افزارها
آمار مدرن برای انجام بعضی از محاسبات پیچیده به وسیله رایانه‌ها استفاده می‌شود.
کل شاخه‌های آمار با استفاده از محاسبات کامپیوتری انجام‌پذیر شده‌اند، برای مثال شبکه‌های عصبی.
انقلاب کامپیوتری با یک توجه نو به آمار «آزمایشی» و «شناختیک» رویکردهایی برای آینده آمار داشته‌است.
یکی از مهم‌ترین کاربردهای آمار و احتمال با استفاده از رایانه شبیه‌سازی است.
شبیه‌سازی نسخه‌ای از بعضی وسایل حقیقی یا موقعیت‌های کاری است. شبیه‌سازی تلاش دارد تا بعضی جنبه‌های رفتاری یک سیستم فیزیکی یا انتزاعی را به وسیله رفتار سیستم دیگری نمایش دهد.
شبیه‌سازی در بسیاری از متون شامل مدل‌سازی سیستم‌های طبیعی و سیتم‌های انسانی استفاده می‌شود. برای به دست آوردن بینش نسبت به کارکرد این سیستم‌ها در تکنولوژی و مهندسی ایمنی که هدف، آزمون بعضی سناریوهای عملی در دنیای واقعی است از شبیه‌سازی استفاده می‌شود. در شبیه‌سازی با استفاده از یک شبیه‌ساز یا وسیله دیگری در یک موقعیت ساختگی می‌توان آثار واقعی بعضی شرایط احتمالی را بازسازی کرد.
1. شبیه‌سازی فیزیکی و متقابل (شبیه‌سازی فیزیکی، به شبیه‌سازی گفته می‌شود که در آن اشیای فیزیکی به جای شی واقعی جایگزین می‌شوند و این اجسام فیزیکی اغلب به این خاطر استفاده می‌شوند که کوچک‌تر و ارزان‌تر از شی یا سیستم حقیقی هستند. شبیه‌سازی متقابل (تعاملی) که شکل خاصی از شبیه‌سازی فیزیکی است و غالباً به انسان در شبیه‌سازی‌های حلقه‌ای گفته می‌شود یعنی شبیه‌سازی‌های فیزیکی که شامل انسان می‌شوند مثل مدل استفاده شده در شبیه‌ساز پرواز)
2. شبیه‌سازی در آموزش (شبیه‌سازی اغلب در آموزش پرسنل شهری و نظامی استفاده می‌شود. معمولاً هنگامی رخ می‌دهد که استفاده از تجهیزات در دنیای واقعی از لحاظ هزینه کمرشکن یا بسیار خطرناک است تا بتوان به کارآموزان اجازه استفاده از آن‌ها را داده. در چنین موقعیت‌هایی کارآموزان وقت خود را با آموزش دروس ارزشمند در یک محیط واقعی «ایمن» می‌گذرانند. غالباً این اطمینان وجود دارد تا اجازه خطا را به کارآموزان در طی آموزش داد تا ارزیابی سیستم ایمنی– بحران صورت گیرد)

شبیه‌سازی‌های آموزشی به‌طور خاص در یکی از چهار گروه زیر قرار می‌گیرند:
الف - شبیه‌سازی زنده (جایی که افراد واقعی از تجهیزات شبیه‌سازی شده (یا آدمک) در دنیای واقعی استفاده می‌کنند)
ب - شبیه‌سازی مجازی (جایی که افراد واقعی از تجهیزات شبیه‌سازی شده در دنیای شبیه‌سازی شده (یا محیط واقعی) استفاده می‌کنند) یا
ج - شبیه‌سازی ساختاری (جایی که افراد شبیه‌سازی شده از تجهیزات شبیه‌سازی شده در یک محیط شبیه‌سازی شده‌استفاده می‌کنند. اغلب به عنوان بازی جنگی نامیده می‌شود زیرا که شباهت‌هایی با بازی‌های جنگی رومیزی دارد که در آن‌ها بازیکنان، سربازان و تجهیزات را اطراف یک میز هدایت می‌کنند)
د - شبیه‌سازی ایفای نقش (جایی که افراد واقعی نقش یک کار واقعی را بازی می‌کنند)
1. شبیه‌سازی‌های پزشکی (شبیه‌سازهای پزشکی به‌طور فزاینده‌ای در حال توسعه و کاربرد هستند تا روش‌های درمانی و تشخیص و همچنین اصول پزشکی و تصمیم‌گیری به پرسنل بهداشتی آموزش داده شود. طیف شبیه‌سازها برای آموزش روش‌ها از پایه مثل خونگیری تا جراحی لاپاراسکوپی و مراقبت از بیمار دچار ضربه، وسیع و گسترده‌است. بسیاری از شبیه‌سازهای پزشکی دارای یک رایانه هستند که به یک ماکت پلاستیکی با آناتومی مشابه واقعی متصل است. در بعضی از آنها، ترسیم‌های کامپیوتری تمام اجزای قابل رؤیت را به دست می‌دهد و با دستکاری در دستگاه می‌توان جنبه‌های شبیه‌سازی شده کار را تولید کرد. بعضی از این دستگاهها دارای شبیه‌سازهای گرافیکی رایانهای برای تصویربرداری هستند مانند پرتو ایکس یا سایر تصاویر پزشکی. بعضی از شبیه‌سازهای بیمار، دارای یک مانکن انسان نما هستند که به داروهای تزریق شده واکنش می‌دهد و می‌توان آن را برای خلق صحنه‌های مشابه فوریت‌های پزشکی خطرناک برنامه‌ریزی کرد. بعضی از شبیه‌سازهای پزشکی از طریق شبکه اینترنت قابل گسترش هستند و با استفاده از جستجوگرهای استاندارد شبکه به تغییرات جواب می‌دهند. در حال حاضر، شبیه‌سازی‌ها به موارد غربال‌گری پایه محدود شده‌اند به نحوی که استفاده‌کنندگان از طریق وسایل امتیازدهی استاندارد با شبیه‌سازی در ارتباط هستند)
2. شبیه‌سازهای پرواز (یک شبیه‌ساز پرواز برای آموزش خلبانان روی زمین مورد استفاده قرار می‌گیرد. به خلبان اجازه داده می‌شود تا به هواپیمای شبیه‌سازی شده اش آسیب برساند بدون آن که خود دچار آسیب شود. شبیه‌سازهای پرواز اغلب برای آموزش خلبانان استفاده می‌شوند تا هواپیما را در موقعیت‌های بسیار خطرناک مثل زمین نشستن بدون داشتن موتور یا نقص کامل الکتریکی یا هیدرولیکی هدایت کنند. پیشرفته‌ترین شبیه‌سازها دارای سیستم بصری با کیفیت بالا و سیستم حرکت هیدرولیک هستند. کار با شبیه‌ساز به‌طور معمول نسبت به هواپیمای واقعی ارزان‌تر است)
3. شبیه‌سازی و بازیها (هم چنین بسیاری از بازی‌های ویدئویی شبیه‌ساز هستند که به‌طور ارزان‌تر آماده‌سازی شده‌اند. بعضی اوقات از این‌ها به عنوان بازی‌های شبیه‌سازی (sim) نامبرده می‌شود. چنین بازیهایی جنبه‌های گوناگون واقعی را شبیه‌سازی می‌کنند از اقتصاد گرفته تا وسایل هوانوردی مثل شبیه‌سازهای پرواز)
4. شبیه‌سازی مهندسی (شبیه‌سازی یک مشخصه مهم در سیستم‌های مهندسی است. برای مثال در مهندسی برق، از خطوط تأخیری استفاده می‌شود تا تأخیر تشدید شده و شیفت فاز ناشی از خط انتقال واقعی را شبیه‌سازی کنند. مشابهاً، از بارهای ظاهری می‌توان برای شبیه‌سازی مقاومت بدون شبیه‌سازی تشدید استفاده کرد و از این حالت در مواقعی استفاده می‌شود که تشدید ناخواسته باشد. یک شبیه‌ساز ممکن است تنها چند تا از کارکردهای واحد را شبیه‌سازی کند که در مقابل با عملی است که تقلید نامیده می‌شود.
5. اغلب شبیه‌سازی‌های مهندسی مستلزم مدل‌سازی ریاضی و بررسی‌های کامپیوتری هستند. به هر حال موارد زیادی وجود دارد که مدل‌سازی ریاضی قابل اعتماد نیست. شبیه‌سازی مشکلات مکانیک سیالات اغلب مستلزم شبیه‌سازی‌های ریاضی و فیزیکی است. در این موارد، مدل‌های فیزیکی نیاز به شبیه‌سازی دینامیک دارند)
6. شبیه‌سازی کامپیوتری (شبیه‌سازی رایانه، جزو مفیدی برای بسیاری از سیستم‌های طبیعی در فیزیک، شیمی و زیست‌شناسی و نیز برای سیستم‌های انسانی در اقتصاد و علوم اجتماعی (جامعه‌شناسی کامپیوتری) و همچنین در مهندسی برای به دست آوردن بینش نسبت به عمل این سیستم‌ها شده‌است. یک نمونه خوب از سودمندی استفاده از رایانه‌ها در شبیه‌سازی را می‌توان در حیطه شبیه‌سازی ترافیک شبکه جستجو کرد. در چنین شبیه‌سازی‌هایی رفتار مدل هر شبیه‌سازی را مطابق با مجموعه پارامترهای اولیه منظور شده برای محیط تغییر خواهد داد. شبیه‌سازی‌های کامپیوتری] اغلب به این منظور به کار گرفته می‌شوند تا انسان از شبیه‌سازی‌های حلقه‌ای در امان باشد.

به‌طور سنتی، مدل برداری رسمی سیستم‌ها از طریق یک مدل ریاضی بوده‌است به نحوی که تلاش در جهت یافتن راه حل تحلیلی برای مشکلات بوده‌است که پیش‌بینی رفتار سیستم را با استفاده از یک سری پارامترها و شرایط اولیه ممکن ساخته‌است. شبیه‌سازی کامپیوتری اغلب به عنوان یک ضمیمه یا جانشین برای سیستم‌های مدل‌سازی است که در آن‌ها راه حل‌های تحلیلی بسته ساده ممکن نیست. انواع مختلفی از شبیه‌سازی کامپیوتری وجود دارد که وجه مشترک همه آن‌ها در این است که تلاش می‌کند تا یک نمونه از برنامه‌ای برای یک مدل تولید کنند که در آن امکان محاسبه کامل تمام حالات ممکن مدل مشکل یا غیرممکن است)
به‌طور رو به افزونی معمول شده‌است که نام انواع مختلفی از شبیه‌سازی شنیده می‌شود که به عنوان «محیط‌های صناعی» گفته می‌شوند. این عنوان اتخاذ شده‌است تا تعریف شبیه‌سازی عملاً به تمام دستاوردهای حاصل از رایانه تعمیم داده شود.
۹ - شبیه‌سازی در علم رایانه (در برنامه‌نویسی کامپیوتری، یک شبیه‌ساز اغلب برای اجرای برنامه‌ای مورد استفاده قرار می‌گیرد که انجام آن برای رایانه با مقداری دشواری همراه است. برای مثال، شبیه‌سازها معمولاً برای رفع عیب یک ریزبرنامه استفاده می‌شوند. از آن جایی که کار کامپیوتر شبیه‌سازی شده‌است، تمام اطلاعات در مورد کار رایانه مستقیماً در دسترس برنامه دهنده‌است و سرعت و اجرای شبیه‌سازی را می‌توان تغییر داد.
همچنین شبیه‌سازها برای تفسیر درخت‌های عیب یا تست کردن طراحی‌های منطقی VLSI قبل از ساخت مورد استفاده قرار می‌گیرند. در علم رایانه نظریه، عبارت شبیه‌سازی نشان دهنده یک رابطه بین سیستم‌های انتقال وضعیت است که این در مطالعه مفاهیم اجرایی سودمند است)
۱۰ - شبیه‌سازی در تعلیم و تربیت (شبیه‌سازی‌ها در تعلیم و تربیت گاهی مثل شبیه‌سازی‌های آموزشی هستند. آن‌ها روی وظایف خاص متمرکز می‌شوند. در گذشته از ویدئو برای معلمان و دانش آموزان استفاده می‌شود تا مشاهده کنند، مسائل را حل کنند و نقش بازی کنند؛ هرچند، یک استفاده جدید تر از شبیه‌سازی‌ها در تعلیم و تربیت شامل فیلم‌های انیمیشن است (ANV.(ANVها نوعی فیلم ویدئویی کارتون مانند با داستان‌های تخیلی یا واقعی هستند که برای آموزش و یادگیری کلاس استفاده می‌شوند.ANVها برای ارزیابی آگاهی، مهارت‌های حل مسئله و نظم بچه‌ها و معلمان قبل و حین اشتغال کارایی دارند)
شکل دیگری از شبیه‌سازی در سال‌های اخیر با اقبال در آموزش بازرگانی مواجه شده‌است. شبیه‌سازی بازرگانی که دارای یک مدل پویا است که آزمون استراتژی‌های بازرگانی را در محیط فاقد خطر مهیا می‌سازد و محیط مساعدی برای مباحث مطالعه موارد ارائه می‌دهد.
واژگانی که درک مفهوم آن‌ها در علم آمار مهم است عبارت‌اند از∗:
- جمعیت
- نمونه
- متغیّر

## مقیاس‌های اندازه‌گیری

### مقیاس اسمی(بهانگلیسی:Nominal Scale)
عبارت اسمی، یعنی نام‌گذاری کردن.
در مقیاس اسمی، افراد همانند، از نظر یک صفت ویژه، در یک دسته قرار می‌گیرند. ملاک طبقه‌بندی در این نوع مقیاس، بر ویژگی‌های مشترک افراد یا رویدادها، مبتنی است و به عبارت دیگر، ویژگی‌ها، صرفاً در مقوله‌هایی رده‌بندی می‌شوند؛ بی آن که هیچ رابطه ریاضی بین مقوله‌ها ضرورت داشته باشد. مثال: فرض کنید که محققی مایل است تا تعداد دانش آموزان شاد و غمگین را در یک کلاس بررسی کند. اگر وی پس از مصاحبه با هر کودک و با استفاده از قاعده‌ای خاص، او را در مقوله شاد و غمگین رده‌بندی کند، در این صورت، محقق از مقیاس اسمی استفاده کرده‌است. هیچ رابطه ریاضی یی بین شاد و غمگین فرض نمی‌شود و آن‌ها تنها دو مقوله متفاوتند. هر چند به این مقوله‌ها می‌توان ۰ و ۱ را نسبت داد، اما این دو عدد، هیچ رابطه‌ای با مقادیر صفت متغیر (شاد و غمگین) ندارند.

### مقیاس ترتیبی(بهانگلیسی:Ordinal Scale)
عبارت ترتیبی؛ یعنی ترتیب دادن.
مقیاس رتبه‌ای، مقیاسی است که افراد یا اشیا را از لحاظ صفت ویژه، رتبه‌بندی می‌کند. در این مقیاس به تعداد افراد، رتبه وجود دارد. در مقیاس رتبه‌ای، اعداد فقط اطلاعاتی دربارهٔ سلسله مراتب یا به عبارتی، رتبه اشیاء یا افراد در طول مقیاس، فراهم می‌ورند؛ مثل «طبقه اجتماعی – اقتصادی». در مقیاس رتبه‌ای نه تنها تفاوت کیفی متغیرها مشخص می‌شود. (مانند مقیاس اسمی) بلکه برتری یا کم تری مقدار و درجهٔ صفت مورد بررسی نیز، نشان داده می‌شود. بدین معنا که افراد مورد مطالعه از نظر صفت مورد نظر، از بیش‌ترین تا کم‌ترین مقدار آن صفت درجه‌بندی و مرتبه هر فرد نسبت به دیگران مشخص می‌شود. فرض کنید که مشاهده گر در مثال قبلی ما، با تمام کودکان کلاس مصاحبه کرده و سپس آنان را بر حسب میزان شادی رتبه‌بندی نموده‌است. اکنون شادی هر کودک را می‌توان بر حسب رتبه مشخص کرده و سپس آنان را بر حسب میزان شادی رتبه‌بندی کرد. با مشخص کردن ترتیب دانش آموزان بر حسب شادی، مشاهده گر یک مقیاس ترتیبی به وجود آورده‌است.

### مقیاس فاصله‌ای(بهانگلیسی:Interval Scales)
این مقیاس از مقیاس‌های قبلی کامل تر است. در این نوع اندازه‌گیری، نه تنها افراد از نظر صفت مورد مطالعه طبقه‌بندی می‌شوند و رتبه هر فرد تعیین می‌شود، بلکه تفاوت هر فرد با فرد دیگر را نیز می‌توان تعیین کرد. این مقیاس به ما اجازه می‌دهد، میانگین و انحراف معیار پاسخ‌های مرتبط با متغیرهای مختلف را محاسبه کنیم.
به عبارت دیگر این مقیاس نه تنها قادر است افراد را با توجه به خصوصیت مشخصی گروه‌بندی کند و رتبه‌ها را درون گروه‌های مشخص سازد، بلکه قادر است مقدار این تفاوت را اندازه‌گیری و تفاوت بین اشخاص را مشخص سازد. در حقیقت نه تنها ترتیب اشیا بلکه فاصله بین آن‌ها نیز مشخص می‌گردد. علاوه بر آن در این مقیاس مبدأ صفر وجود ندارد. برای مثال در یک آزمون نمره یک دانش آموز ۲۰ و نمره دیگری ۱۸ است؛ بنابراین مقیاس فاصله‌ای با فراهم آوردن واحد ثابت اندازه‌گیری، به تفاوت بین اعداد، معنا می‌دهد.

### مقیاس نسبی(بهانگلیسی:Ratio Scales)
مقیاس نسبی دقیق‌ترین مقیاس اندازه‌گیری است. خصوصیات ممتاز مقیاس نسبی داشتن نقطه‌ای دقیق برای شروع است که آن را صفر مطلق می‌نامیم؛ و از این رو، نارسایی نقطه دلخواه برای شروع در مقیاس ترتیبی را جبران می‌کند. صفر مطلق مقیاسی معنا دار در یک مقیاس اندازه‌گیری است. این مقیاس قوی‌ترین مقیاس اندازه‌گیری بین چهار مقیاس موجود است. نکته مهم این است که چنانچه متغیری را در مقیاس بالاتر، اندازه‌گیری کرده‌ایم می‌توانیم به مقیاس‌های سطح پایین‌تر تبدیل کنیم ولی عکس آن امکان‌پذیر نیست.

## آمار
آمار علم وسیعی است که راه‌های جمع‌آوری، خلاصه‌سازی و نتیجه‌گیری از دادهها را مطالعه می‌کند. این علم برای طیف وسیعی از علوم دانشگاهی از فیزیک و علوم اجتماعی گرفته تا انسان‌شناسی و همچنین تجارت، حکومت داری و صنعت کاربرد دارد.
هنگامی که دادهها جمع‌آوری شدند چه از طریق یک روش نمونه برداری خاص یا به وسیله ثبت پاسخ‌ها در قبال رفتارها در یک مجموعه آزمایشی (طرح آزمایش) یا به وسیله مشاهده مکرر یک فرایند در طی زمان (سری‌های زمانی) خلاصه‌های گرافیکی یا عددی را می‌توان با استفاده از آمار توصیفی به دست آورد.
الگوهای موجه در داده‌ها سازمان بندی می‌شوند تا نتیجه‌گیری در مورد جمعیت‌های بزرگ‌تر به دست آید که این کار با استفاده از آمار استنباطی صورت می‌گیرد و تصادفی بودن و عدم قاطعیت در مشاهدات را شناسایی می‌کند. این استنباط‌ها ممکن است به شکل جواب‌های بله یا خیر به سؤالات باشد (آزمون فرض)، خصوصیات عددی را برآورد کند (تخمین)، پیش‌گویی مشاهدات آتی باشد، توصیف ارتباط‌ها باشد (همبستگی) یا مدل‌سازی روابط باشد (رگرسیون).
شبکه توصیف شده در بالا گاهی به عنوان آمار کاربردی گفته می‌شود. در مقابل، آمار ریاضی (یا ساده‌تر نظریه آماری) که از نظریه احتمال و آنالیز برای به‌کارگیری آمار بر روی یک پایه نظریه محکم استفاده می‌کند.
مراحل پایه برای انجام یک تجربه عبارت‌اند از:
برنامه‌ریزی تحقیق شامل تعیین منابع اطلاعاتی، انتخاب موضوع تحقیق و ملاحظات اخلاقی برای تحقیق و روش پیشنهادی.
طراحی آزمون شامل تمرکز روی مدل سیستم و تقابل متغیرهای مستقل و وابسته.
خلاصه‌سازی از نتایج مشاهدات برای جامعیت بخشیدن به آن‌ها با حذف نتایج (آمار توصیفی).
رسیدن به اجماع در مورد آنچه مشاهدات دربارهٔ دنیایی که مشاهده می‌کنیم به ما می‌گویند (استنباط آماری).
ثبت و ارائه نتایج مطالعه.

## سطوح اندازه‌گیری
چهار نوع اندازه‌گیری یا مقیاس اندازه‌گیری در آمار استفاده می‌شود. چهار نوع یا سطح اندازه‌گیری (ترتیبی، اسمی، بازه‌ای و نسبی) دارای درجات متفاوتی از سودمندی در بررسی‌های آماری دارند. اندازه‌گیری نسبی در حالی که هم یک مقدار صفر و فاصله بین اندازه‌های متفاوت تعریف می‌شود بیشترین انعطاف‌پذیری را در بین روش‌های آماری دارد که می‌تواند برای تحلیل داده‌ها استفاده شود. مقیاس تناوبی با داشتن فواصل معنی دار بین اندازه‌ها اما بدون داشتن میزان صفر معنی دار (مثل اندازه‌گیری بهره هوشی یا اندازه‌گیری دما در مقیاس سلسیوس) در تحقیقات آماری استفاده می‌شود.
صفت آماری - هر ویژگی مربوط به هر واحد جامعه را یک صفت آماری یا به اختصار یک صفت برای آن واحد آماری است. اگر یک واحد آماری یک انسان باشد، گروه خون، وزن، میزان سواد، میزان درآمد، درجه حرارت بدن و تعداد خانوار هر کدام یک صفت آماری برای آن واحد است.
صفتهای آماری دو دسته کلی هستند. ۱- صفت مشخصه ۲ صفت متغیر

## آمارگیری
در تحقیق سوژه‌های انسانی، آمارگیری (به انگلیسی: Survey) فهرستی از سؤالات است که هدف آن استخراج داده‌های خاص از گروه خاصی از افراد است. آمارگیری‌ها ممکن است از طریق تلفن، پست، اینترنت و همچنین در گوشه و کنار خیابان‌ها یا مراکز خرید انجام شود. از آمارگیری‌ها برای جمع‌آوری یا کسب دانش در زمینه‌هایی مانند تحقیقات اجتماعی و جمعیت‌شناسی استفاده می‌شود.